# Dániel Jankovics
Dániel János Jankovics (* 1. März 1995) ist ein ungarischer Leichtathlet, der sich auf den Hochsprung spezialisiert hat.

## Sportliche Laufbahn
Erste internationale Erfahrungen sammelte Dániel Jankovics im Jahr 2013, als er bei den Junioreneuropameisterschaften in Rieti mit übersprungenen 2,08 m in der Qualifikation ausschied, wie auch bei den U23-Europameisterschaften 2017 in Bydgoszcz mit 2,11 m. 2021 gelangte er dann bei den Halleneuropameisterschaften in Toruń bis in das Finale und belegte dort mit 2,19 m den achten Platz. 2024 schied er bei den Europameisterschaften in Rom mit 2,17 m in der Vorrunde aus und im Jahr darauf verpasste er bei den Halleneuropameisterschaften in Apeldoorn mit 2,18 m den Finaleinzug.
In den Jahren von 2019 bis 2021 und 2024 wurde Jankovics ungarischer Meister im Hochsprung im Freien sowie 2020 und 2021 und 2024 und 2025 auch in der Halle.